# Каменноугольный период
| система                                                                          | система      | отдел        | ярус         | Ниж. граница, млн лет |
| -------------------------------------------------------------------------------- | ------------ | ------------ | ------------ | --------------------- |
| Пермь                                                                            | Пермь        | Приуральский | Ассельский   | 298,9 ±0,15           |
| Карбон                                                                           | Пенсильваний | Верхний      | Гжельский    | 303,7 ±0,1            |
| Карбон                                                                           | Пенсильваний | Верхний      | Касимовский  | 307,0 ±0,1            |
| Карбон                                                                           | Пенсильваний | Средний      | Московский   | 315,2 ±0,2            |
| Карбон                                                                           | Пенсильваний | Нижний       | Башкирский   | 323,4 ±0,4            |
| Карбон                                                                           | Миссисипий   | Верхний      | Серпуховский | 330,3 ±0,4            |
| Карбон                                                                           | Миссисипий   | Средний      | Визейский    | 346,7 ±0,4            |
| Карбон                                                                           | Миссисипий   | Нижний       | Турнейский   | 358,86 ±0,19          |
| Девон                                                                            | Девон        | Верхний      | Фаменский    | больше                |
| Деление и золотые гвозди в соответствии с IUGS по состоянию на декабрь 2024 года |              |              |              |                       |

Каменноу́гольный пери́од, или карбо́н (С), — предпоследний (пятый) геологический период палеозойской эры. Начался 358,86 ±0,19 млн лет назад, закончился 298,9 ±0,15 млн лет назад. Наравне с предыдущим девонским периодом является самым продолжительным в палеозойской эре (оба длились по 60 млн лет). Название получил из-за обильного углеобразования в это время.
К каменноугольному периоду жизнь окончательно закрепилась на суше. Четвероногие приобрели пятипалые конечности и сильно диверсифицировались в течение периода. Благодаря влажному климату, амфибии стали доминирующими позвоночными животными на суше. Появились первые амниоты, разделившиеся на синапсидов (предков млекопитающих) и завропсидов (предки современных рептилий и птиц). Насекомые также достигли большого разнообразия. Землю от полюса до полюса покрывали леса из примитивных папоротниковидных растений, оставивших от себя большие отложения каменного угля. Континенты в течение периода сформировали Пангею.

## Палеогеография
Впервые появляются очертания величайшего суперконтинента в истории Земли — Пангеи. Пангея образовалась при столкновении Лавразии (включала Северную Америку и Евразию) с древним южным суперконтинентом Гондваной. Незадолго до столкновения Гондвана повернулась по часовой стрелке, так что её восточная часть (Индия, Австралия, Антарктида) переместилась к югу, а западная (Южная Америка и Африка) оказалась на севере. В результате поворота на востоке появился новый океан — Тетис, а на западе закрылся старый — океан Реикум. В то же время океан между Балтикой и Сибирью становился всё меньше; вскоре эти континенты тоже столкнулись. Движение континентов повлекло за собой формирование герцинской складчатости.
В раннем карбоне уровень моря был высоким, а значительные площади континентов занимали мелководные моря с каменноугольным осадконакоплением. Начиная с конца раннего карбона, на территории Гондваны стал развиваться ледниковый покров.

## Подразделение каменноугольной системы
Исторически подразделения каменноугольной системы различались в региональных шкалах. В Восточной Европе, России и Азии преимущественно использовалось деление на три отдела, а в Западной Европе — на две подсистемы, границы которых корректировались. Но наиболее устоявшимся оказалось деление карбона на миссисипскую и пенсильванскую подсистемы, принятое в Северной Америке. Оно и вошло в Международную стратиграфическую шкалу (МСШ) с сохранением европейско-российской номенклатуры для ярусов. Ниже представлено сопоставление подразделений каменноугольной системы, с цветами в соответствии с актуальными версиями МСШ и ОСШ:
| Период (система)       | Подсистема (МСШ) | Эпоха (отдел) (МСШ) | Эпоха (отдел) (ОСШ) | Век (ярус)   |
| ---------------------- | ---------------- | ------------------- | ------------------- | ------------ |
| Каменноугольный период | Пенсильванский   | Верхний             | Верхний             | Гжельский    |
| Каменноугольный период | Пенсильванский   | Верхний             | Верхний             | Касимовский  |
| Каменноугольный период | Пенсильванский   | Средний             | Средний             | Московский   |
| Каменноугольный период | Пенсильванский   | Нижний              | Средний             | Башкирский   |
| Каменноугольный период | Миссисипский     | Верхний             | Нижний              | Серпуховский |
| Каменноугольный период | Миссисипский     | Средний             | Нижний              | Визейский    |
| Каменноугольный период | Миссисипский     | Нижний              | Нижний              | Турнейский   |

По состоянию на 2024 год в Общей стратиграфической шкале России миссисипская и пенсильванская подсистемы не выделяются и каменноугольная система подразделяется на нижний, средний и верхний отделы.

## Флора и фауна
В течение карбона появились среди беспозвоночных: новые отряды фораминифер, переднежаберные и лёгочные гастроподы, среди позвоночных: рептилии (котилозавры) и синапсиды, среди высших растений — различные голосеменные: хвойные, кордаитовые и цикадовые.
Массовых вымираний не наблюдалось. Вымерли только некоторые головоногие моллюски, иглокожие (текоидеи) и граптолиты (стереостолонаты).
В целом карбон характеризуется процветанием таких групп организмов, как фораминиферы — фузулиниды, кораллы — табулятоидеи, хететиды и ругозы (четырёхлучевые), среди моллюсков — гастроподы, наутилоидеи со спиральной раковиной, аммоноидеи (гониатиты), мшанки, замковые брахиоподы — продуктиды и спирифериды, морские лилии и древние морские ежи, также расцвет испытывают земноводные (стегоцефалы), членистоногие (в особенности насекомые) и высшие растения (плауны и хвощи). В морях царили разнообразные хрящевые рыбы (акулы и брадиодонты). Некоторые акулы (например, камподусы) могли достигать длины до 13 метров. Сохранялись пресноводные кистепёрые, в том числе и рипидистии. Обитавшие в болотах рипидистии-ризодонты были высшими хищниками. Ризод, например, достигал 8 метров в длину и был самым страшным хищником пресных вод.
Отмечается большое разнообразие амфибий. Эогиринус — крупное, до 4,5 м длиной, земноводное,— возможно, охотился на манер аллигатора. А 15-сантиметровый микробрахий питался мельчайшим животным планктоном. У бранхиозавра, похожего на головастика, были жабры. Зауроплевра и сцинкозавр больше напоминали тритонов. Небольшой хищник Pederpes, в отличие от своих предков акантостег, имел довольно развитые конечности и передвигался по суше. Помимо основных групп «амфибий» — батрахоморф и рептилиоморф — существовали разнообразные немногочисленные группы (лепоспондилы, локсомматиды, микрозавры, крассигириниды).
В нижнем карбоне возникают примитивные формы рептилий, которые, избегая конкуренции и хищников, заселяли более сухие пространства. Сначала первые рептилии ещё обитали вблизи воды, как например вестлотиана, но позже они удалялись от неё всё дальше и дальше, пока не стали сухопутными животными.
В карбоне дальнейшее распространение получили споровые растения: сигиллярии, лепидодендрон (плауновидные), каламиты (хвощевидные), ставроптерисы, различные ужовниковые (папоротниковидные), семенные хвощи, кордаиты (голосеменные). Возникшие семенные растения могли поселяться в более сухих местах обитания, так как особенности их размножения не связаны с наличием воды.
Тёплые болота изобиловали насекомыми и земноводными. Среди деревьев порхали гигантские летучие тараканы, стрекозы (меганевры) и подёнки. В гниющей растительности пировали гигантские артроплевры, дальние родичи многоножек. В подлеске встречались также многочисленные арахниды: метровый пульмоноскорпий, различные пауки и далёкие предки клещей.
На территориях приморских равнин из остатков отмерших растений формировались залежи каменного угля и торфа.

## Атмосфера
350—300 миллионов лет назад уровень кислорода в атмосфере составлял 35 %. Такое высокое значение объясняется тем, что отмершие деревья не разлагались полностью с преобразованием их углерода в CO2, а захоранивались в болотистой местности, превращаясь в залежи каменного угля. Как считают учёные, это происходило из-за того, что в каменноугольный период грибы и микроорганизмы пока ещё не выработали механизмов (ферментов), способных эффективно разлагать лигнин, входящий в состав древесины. Именно тогда появились залежи каменного угля, которым сейчас пользуется человечество как одним из основных видов ископаемого топлива. В конце же периода появились грибы, способные разлагать лигнин.